# Sestřelení bombardéru B-24H 42-64483 22. února 1944
Sestřelení bombardéru B-24H 42-64483 22. února 1944 je událost, k níž došlo během mise amerického bombardéru Consolidated B-24J Liberator s/n 42-64483-S z 343. bombardovací squadrony 98. bombardovací skupiny 15. letecké armády amerického armádního letectva) nad župou Sudety v Německu. Po poškození německým stíhačem letoun explodoval a jeho trosky dopadly severozápadně od Bukovce na jižním Plzeňsku. Jedenáctičlenná posádka až na jednoho střelce na místě zahynula, zraněný střelec James M. Doolittle byl zajat a v zajetí zůstal až do konce války.

## 98. bombardovací skupina
15. letecká armáda (Fifteenth Air Force) vznikla 1. listopadu 1943, aby ze základen v jižní Itálii prováděla strategické bombardování v Evropě a zapojovala se do leteckých bojů proti nepřátelským letadlům. 98. bombardovací skupina, která k ní byla při vzniku zařazena, byla vybavena čtyřmotorovými bombardéry Consolidated B-24 Liberator pro těžké bombardování na dálkových misích.

## Letadlo
Roku 1935 byl v USA zadán vývoj nového čtyřmotorového bombardovacího letounu s velkým doletem. Kalifornská firma Consolidated Aircraft Corporation vypracovala projekt bombardéru. Jeho prototyp XB-24 byl poháněn čtyřmi hvězdicovými čtrnáctiválci Pratt & Whitney R-1830-33 Twin Wasp s mechanickými kompresory s maximálním výkonem 1200 hp (895 kW).  Prototyp XB-24 vzlétl poprvé v prosinci 1939, ale nepodal očekávaný výkon. Americké letectvo přesto objednalo malou ověřovací sérii a 38 sériových B-24A, později odebralo část letadel ze zakázky pro RAF. Letadla letectvo zprvu využívalo jako dopravní. V průběhu války docházelo k postupným modernizacím, čímž vznikaly další typy letounu. Jedním z typů byl i B-24H (Liberator B/GR Mk.V), který byl v době vzniku vnímán jako definitivní verze.

## Posádka
Letounu B-24H Liberator s sériovým číslem 42-64483 velel 1. pilot podporučík Joseph Merkle. Celou posádku tvořili:
- 1. pilot: 2./Lt Joseph P. Merkle (26 let)[6][7]
- 2. pilot: 2./Lt. William H. Mills Jr. (25 let)[8]
- navigátor: 2./Lt. Howard S. Robinson (25 let)[9]
- bombometčík: 2./Lt. Edward A. Goodman (24–25 let)[10]
- radiooperátor: S/Sgt. Johnny L. Wooten (23 let)[11]
- palubní mechanik: S/Sgt. Santiago A. Gomez (22 let)[12]
- střelec: Sgt Robert D. Smith
- střelec: Sgt Rudolph A. Meyer (27 let)[13]
- střelec: Sgt Edward Koscielecki[14] (na pamětní desce uveden Koscielecky)
- střelec: Sgt Floyd R. Kriegbaum (23 let)[1]
- střelec: Sgt James M. Doolittle

## Poslední let

### Průběh operace
Částí operace Argument, soustředěného bombardování továren leteckého průmyslu v Německu a jím ovládaných území, byl 22. února 1944 nálet na výrobní areály letecké továrny Messerschmitt GmbH v Bavorsku, konkrétně v Obertraublingu a Prufeningu poblíž Řezna a další u Mnichova. Cílem bylo zničit továrny dodávající či opravující letadla Luftwaffe a oslabit tak německé letectvo před plánovanou spojeneckou invazí do Normandie. Řezno bylo nejvzdálenějším cílem, kde v Německu 15. letecká armáda do té doby zasahovala.
Ze základen v jižní Itálii odstartovalo 118 bombardérů B-24 Liberator a 65 bombardérů B-17 Flying Fortress, Doprovod bombardovacímu svazu dělalo 185 stíhaček P-38 Lightning a P-47 Thunderbolt. Některá letadla letky se vracela zpět na základnu. V 11:55 se spojenecké bombardéry objevily u Salcburku a nabíraly severozápadní a následně severní kurs, v němž pokračovaly k německému Pasovu. Patrně kvůli špatné až nulové viditelnosti se část bombardérů 98. bombardovací skupiny odklonila od udaného směru na německé Řezno a směřovala přes Schwandorf na sekundární cíl mise, Škodovy závody. Zatímco nad Bavorskem bombardéry doprovázely stíhací letouny, dál nemohly pokračovat pro svůj nedostatečný dolet a vrátily se zpět na základny.
Spojenecké letouny blížící se od jihu byly německými hlídkami poprvé zpozorovány v 11:32. Luftwaffe, německé válečné letectvo, nenechalo jejich let bez povšimnutí. Ze základny Wels u Lince vyslalo těžké dvoumotorové stíhací letouny Messerschmitt Bf 110G-2 z II. gruppe eskadry ZG1.
Po poledni došlo nad Plzeňskem ke vzdušné bitvě, která byla prvním soubojem mezi vzdušnými silami USA a Německa nad územím bývalého Československa. Při souboji byly sestřeleny další liberátory, které dopadly u Nepomuku a Prachatic, a čtyři útočící Messerschmitty.

### Poškození letadla a jeho havárie
Liberátor s označením 42-64483 kapitána Lt. Merkla byl zasažen střelbou z Bf 110G-2 poddůstojníka Petera Schötzeho z 6./ZG 1 a ve vzduchu nedaleko Horšovského Týna explodoval. Trosky letounu dopadly na zasněžené louky v údolí potoka Chuchla severozápadně od Bukovce a na pole severovýchodně od Šlovice dopadla střelecká věž. Pravděpodobně jde o první americký letoun zničený během druhé světové války na území předmnichovského Československa.

### Po dopadu
Po pádu bylo nalezeno devět mrtvých členů posádky, kteří byli okamžitě pohřbeni na hřbitově v Bukovci. Desátý mrtvý letec byl nalezen ve větvích stromu po dvou týdnech. Zřícení letadla přežil jen střelec seržant James M. Doolittle, který s padákem skončil ve větvích stromu. Místní jej našli zraněného, dopravili do vesnice, kde jej převzalo německé vojsko. Do konce války byl seržant válečným zajatcem. Po osvobození J. Doolittle vzpomínal, že mu výbuch letadla popálil paže, ruce a obličej. Také mu shořela uniforma včetně proužků hodnosti, což následně zmátlo gestapo, které se na základě shody jména několik dní domnívalo, že zadrželo válečného hrdinu, generála Jamese Doolittla. Německé úřady informovaly o sestřelu Mezinárodní červený kříž až v květnu téhož roku, spolu s tím poskytly seznam šesti jmen zahynulých.
Státní bezpečnost prověřovala tvrzení, že posádka zříceného letadla byla zavražděna Němci až po dopadu, což se ale neprokázalo.
Desítky let po zřícení letounu nebyla jeho identita a ani jména posádky jasné. Bylo známé typové označení a příslušnost k americkému letectvu, nedařilo se však získat přímý důkaz, že jde o letoun 42-64483-S. Až přístup badatelů k americkým archivům umožnil získat průkazné informace.

## Pohřbení
Rychlé pohřbení posádky proběhlo do společného hrobu u jižní zdi hřbitova v Bukovci. Po skončení války byly ostatky vojáků v létě 1945 americkou stranou exhumovány a převezeny na vojenské hřbitovy v zahraničí nebo do USA na přání rodin pozůstalých. Joseph Merkle byl podruhé pohřben na norimberském hřbitově amerických vojáků, později byl znovu exhumován a pohřben na Lorraine American Cemetery and Memorial v Saint-Avold. Na stejném hřbitově je pohřben Edward Koscielecki. Střelec Floyd Kriegbaum a bombometčík Edward A. Goodman byli ponejprv pohřbení na dočasném hřbitově v Saint-Avold, odkud byli později přesunuti na Ardennes American Cemetery and Memorial v belgické vesnici Neuville-en-Condroz. Na stejném hřbitově je pohřben i Robert D. Smith.
Na hřbitovech v Texasu jsou pohřbeni tři letci: Santiago A. Gomez byl v červenci 1950 definitivně pohřben na Fort Sam Houston National Cemetery v San Antoniu, hrob Williama H. Millse Jr. je na Grove Hill Memorial Park v Dallasu a hrob radisty Johnny L. Wootena se nachází na Burkett Cemetery v osadě Burkett. Rudolph A. Meyer byl pohřben na Evergreen Cemetery v Morristownu, v New Jersey. Howard S. Robinson je pohřben na Roselawn Memorial Park and Mausoleum v louisianském Baton Rouge.

## Připomínka padlých

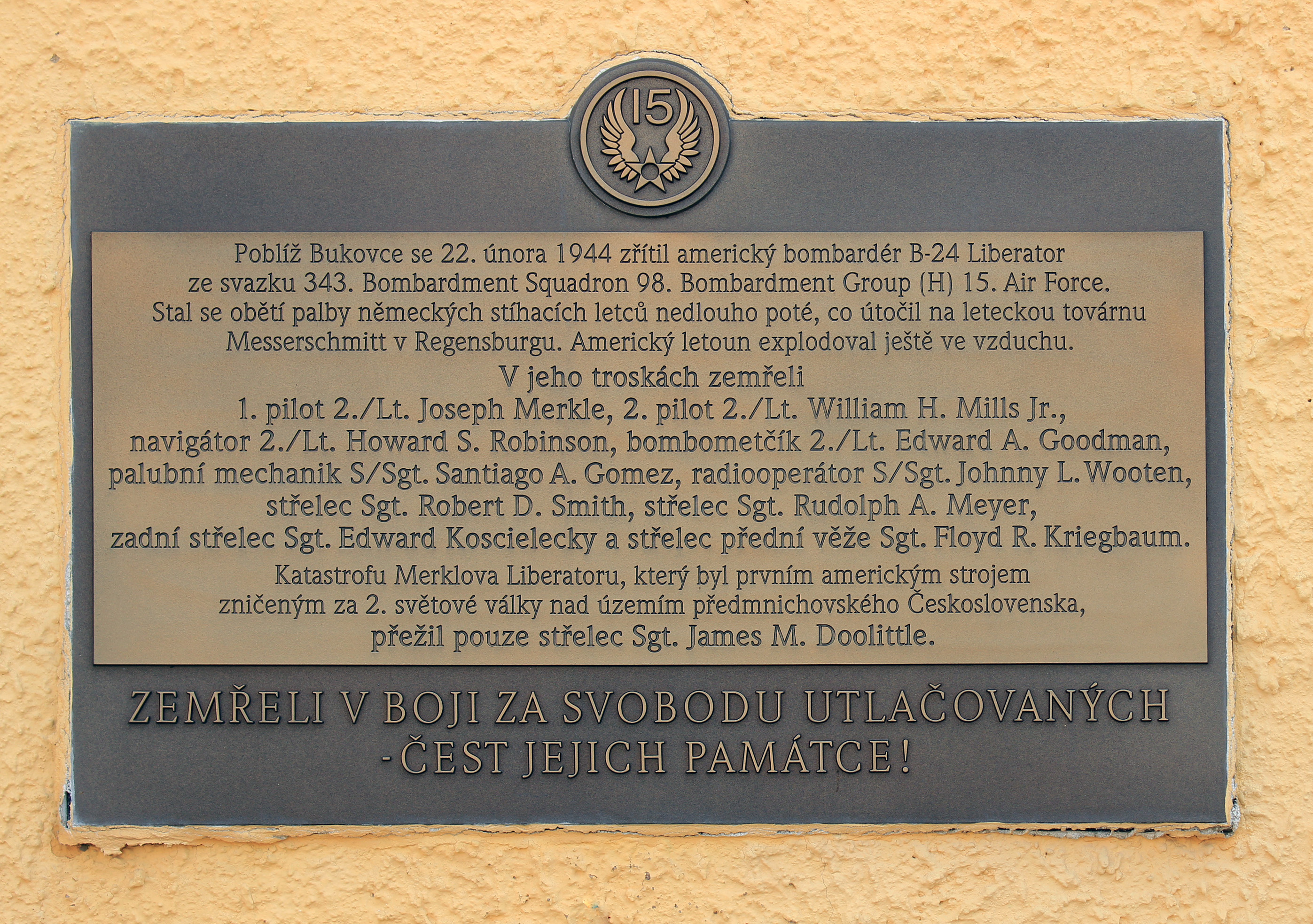
Pamětní deska v Bukovci

Zahynulé letce z posádky liberátoru B-24H 42-64483 zříceného u Bukovce připomíná od 1. května 2007 kovová pamětní deska (rozměry 55 cm × 85 cm) umístěná na budově obecního úřadu v Bukovci.